# آي إيه-32
ما يطلق عليه اسم IA-32 («معمارية إنتل، 32-بت»)، وغالبا ما يسمى i386، "x86-32" أو حتى "x86"، هو مجموعة التعليمات للمعالج الدقيق من إنتل الأكثر نجاحا حتى الآن. إنه امتداد 32-بت لـ إكس 86، والذي بني لأول مرة في إنتل 80386، للمعالجات المبكرة ذات 16-بت إنتل 8086، 80186 و 80286 وهو الأكثر سيطرة من جميع تصاميم "X86" اللاحقة. هذه المعمارية تشكل مجموعة التعليمات لعائلة من المعالجات الدقيقة مثبتة في الغالبية الساحقة من أجهزة الحاسوب الشخصي في العالم.
مجموعة التعليمات IA-32 توصف عادة كمعمارية حاسب مجموعة التعليمات المعقدة (CISC).

## التاريخ
لقد تم تقديم مجموعة تعليمات IA-32 في معالج إنتل 80386 في عام 1986 وبقيت أساسا لأغلب المعالجات الدقيقة لأجهزة الحواسيب الشخصية للعشرين عاما اللاحقة. ورغم أن مجموعة التعليمات لم تتغير، فالمعالجات الدقيقة اللاحقة التي عملت بها أصبحت أكثر سرعة. من خلال توجيهات لغة برمجة متعددة، يُشار إلى IA-32 عادة باسم معمارية i386.
كانت إنتل المخترعة والمزود الأكبر لمعالجات IA-32، لكنها لم تكن المزود الوحيد. ثاني أكبر زود كان إيه إم دي. كان هناك مزودين آخرين، لكنهم كانوا صغارا. ومع قدوم عام 2007، تتجه إنتل نحو x86-64، لكنها ما تزال تنتج معالجات IA-32 مثل سيليرون م للحواسيب المحمولة. تستمر فيا تكنولوجيز في إنتاج عائلة VIA C3/C7 من أجهزة IA-32 «النقية»، و AMD ماتزال تنتج معالج جيود ومعالجات IA-32 للهواتف النقالة. لوقت من الزمن أنتجت ترانسميتا معالجات IA-32.

## وصلات خارجية
- Free IA-32 documentation, provided by Intel